# Эта непонятная любовь
Э́та непоня́тная любо́вь — мультипликационный фильм грузинского режиссёра Мераба Саралидзе. Мультфильм из серии так называемых мультфильмов для взрослых ("Великолепная миниатюрная тройка)". Является продолжением мультфильма «Руки» (1975 года).

## Создатели
| режиссёры               | Константин Мацаберидзе, Мераб Саралидзе |
| сценаристы              | Мераб Саралидзе, Константин Мацаберидзе |
| художники-постановщики  | В. Хидишели, Константин Мацаберидзе     |
| оператор                | Виолетта Каросинадзе                    |
| композитор              | Александр Раквиашвили                   |
| звукооператор           | Гарри Кунцев                            |
| художник-мультипликатор | К.Мацаберидзе                           |

## Сюжет
Мультфильм состоит из трёх частей.
Первая называется «Универсальный компьютер». Мужчины подходят к большому компьютеру и загадывают своё сокровенное желание, которое тут же исполняется. Так один получает автомобиль, другой — мешок золота, третий — решение нерешаемой задачи. И вот бежит четвёртый, по пути получая в сердце стрелу Амура. Он кладет эту стрелу вместе с сердцем в приемное окошко компьютера, в надежде получить исполнение желания, но компьютер просто взрывается.
Вторая часть называется «Простой роман». Высокая башня, на самом верху которой в окошке красавица. Мужчина раз за разом добирается до неё и каждый раз падает вниз получая от неё воздушный поцелуй.
Третья часть называется «Эпилог». Идёт мужчина, сгорбленный, тоскливый, за ним идет жена, не прекращающая что-то говорить, судя по интонации, не очень приятное для него. Он идёт и представляет себе, что вот она стала маленькой-маленькой и он просто сдул её с руки. И вдруг она проваливается в открытый люк. Мужчина, не веря своему счастью, закрывает крышку люка и бежит вприпрыжку счастливый. Но счастье его недолго — из соседнего люка вновь слышится её голос и всё продолжается.